# Edificio del ABN Amro Bank
El Edificio del ABN Amro Bank  está ubicado en la ciudad de Asunción, Paraguay, entre las Estrella y Alberdi. 
Cuenta con una altura de 59 m, y posee 16 pisos.
Aquí se encuentran las oficinas centrales del ABN Amro Bank.

## Enlaces externos

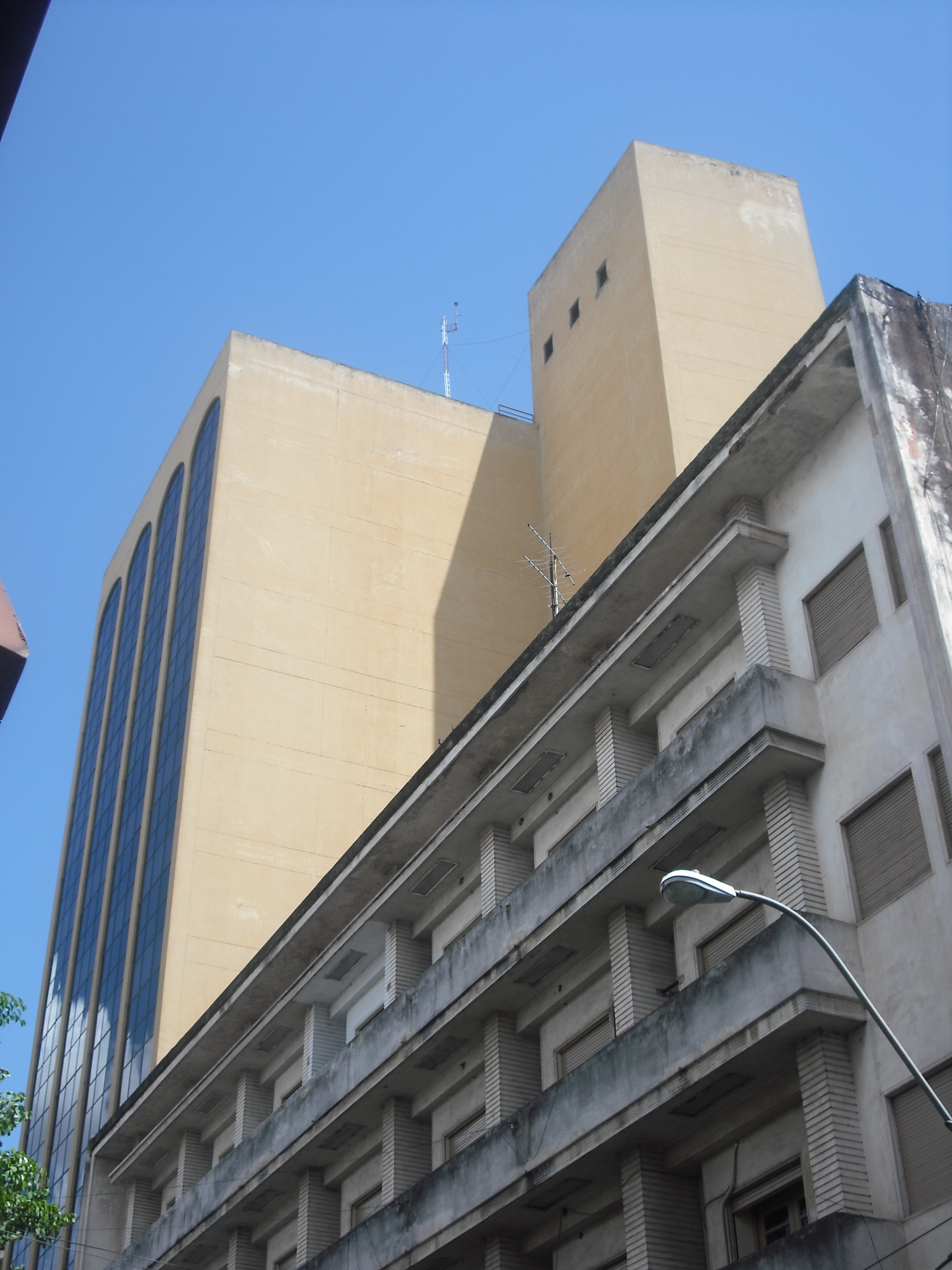